# Williamsburg, Iowa
Williamsburg là một thành phố thuộc quận Iowa, tiểu bang Iowa, Hoa Kỳ. Năm 2010, dân số của thành phố này là 3068 người.

## Dân số
Dân số qua các năm:
- Năm 2000: 2622 người.
- Năm 2010: 3068 người.